# Adrien-François Servais
Adrien-François Servais (Halle, 6 giugno 1807 – Halle, 26 novembre 1866) è stato un violoncellista belga, fra i più influenti del XIX secolo.

## Biografia

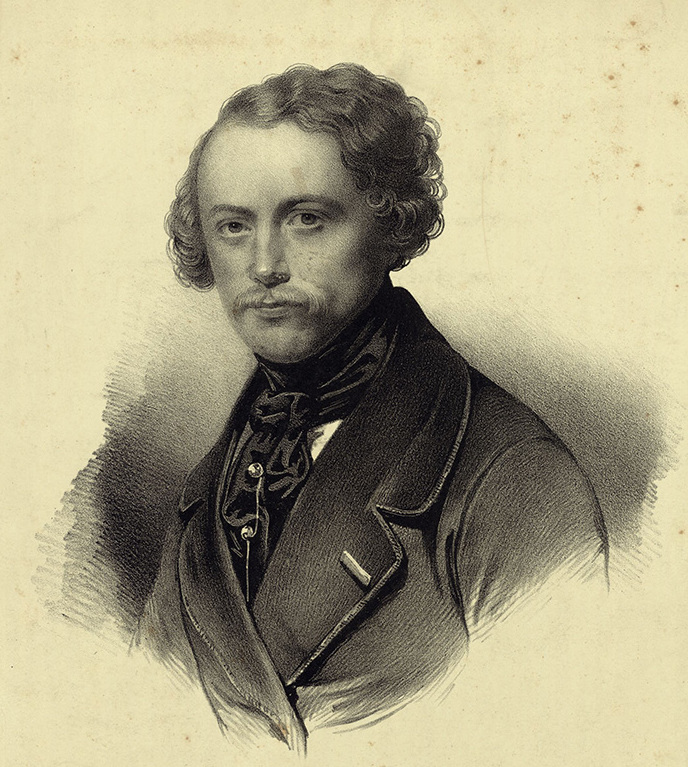
Ritratto di Adrien-François Servais

Servais studiò inizialmente il violino, prima di iniziare a studiare violoncello, Conosciuto dai suoi contemporanei per il virtuosismo e l'uso eccessivo del vibrato, divenne proprietario di un violoncello Stradivari del 1701, che oggi porta il suo nome, lo Stradivari Servais. Divenne noto anche per essere stato fra i primi violoncellisti ad adottare l'uso del puntale, probabilmente a causa delle dimensioni maggiori del suo strumento; sebbene l'uso del puntale divenne popolare solo nel XX secolo. Ha composto numerose composizioni per il suo strumento, fra cui quattro concerti per violoncello e circa venti duetti per due violoncelli o per violino e violoncello e le sue composizioni sono ancora parte del repertorio violoncellistico. Hector Berlioz si riferiva a lui come al "Niccolò Paganini del violoncello".
Massone, fu membro della loggia "Les Vrais Amis de l'Union" di Bruxelles, del Grande Oriente del Belgio.
Alcuni anni dopo la sua morte nel 1866, fu onorato dalla sua città natale Halle, dove fu posta una statua nel suo centro storico dal figliastro di Servais, lo scultore Cyprian Godebski.

## Composizioni

### Composizioni proprie
- Fantaisie sur un thème favori, Op. 1

per violoncello e pianoforte - anche per violoncello e arpa
- Souvenir de Spa, fantaisie,  Op. 2

violoncello e pianoforte - anche violoncello e quartetto d'archi
- Le Comte Ory. Caprice, Op. 3

violoncello e pianoforte - anche per due violoncelli
- Fantaisie et Variations brillantes sur la Valse de Schubert, intitulée Le Désir, Op. 4

per violoncello e pianoforte - anche per violoncello e orchestra
- Concerto (en Si mineur) Op. 5

per violoncello e pianoforte - anche per violoncello e orchestra
- Le Barbier de Séville, grande fantaisie, Op. 6

per violoncello e pianoforte - anche per violoncello e quartetto d'archi - anche per violoncello e orchestra
- Andante cantabile et Rondo à la Mazurka sur un Air de Balfe, Op. 7

per violoncello e pianoforte - anche per violoncello e orchestra
- Fantaisie Characteristique sur deux célèbres Romances de Lafont, Op. 8

per violoncello e pianoforte - anche per violoncello e quartetto d'archi - anche per violoncello e orchestra
- Fantaisie burlesque (ou le Carnaval de Venise), Op. 9

per violoncello e pianoforte - anche per violoncello e quartetto d'archi - anche per violoncello e orchestra
- Souvenir de la Suisse. Caprice, Op. 10

per violoncello e pianoforte - anche per violoncello e quartetto d'archi - anche per violoncello e orchestra
- 6 Caprices pour Violoncelle, Op. 11

for 2 cellos
- Grande fantaisie sur des motifs de l'opera Lestocq, Op. 12

per violoncello e pianoforte - anche per violoncello e quartetto d'archi - anche per violoncello e orchestra
- Fantaisie sur 2 Airs russes, Op. 13

per violoncello e pianoforte - anche per violoncello e quartetto d'archi
- Morceau de Concert, Op. 14

per violoncello e pianoforte - anche per violoncello e quartetto d'archi - anche per violoncello e orchestra
- Souvenir de St. Petersburg. Fantaisie, Op. 15

per violoncello e pianoforte - anche per violoncello e orchestra
- La Fille du Régiment. Fantaisie et Variations, Op. 16

per violoncello e pianoforte - anche per violoncello e quartetto d'archi - anche per violoncello e orchestra
- O cara memoria: Fantaisie et Variations, Op. 17

per violoncello e pianoforte - anche per violoncello e orchestra
- Concerto Militaire, Op. 18

per violoncello e pianoforte - anche per violoncello e orchestra
- Grande Fantaisie polonaise sur des Airs du ballet ‘La Noce de Cracovie’, Op. 19

per violoncello e pianoforte - anche per violoncello e orchestra
- Souvenir de Bade. Grande Fantaisie, Op. 20

per violoncello e pianoforte - anche per violoncello e orchestra
- Souvenir de Czernowitz. Morceau de Salon sur des Airs Roumains, Op. 21

per violoncello e pianoforte

### Opere composte con altri autori
Servais e Joseph Ghys
(violoncello e violino)
- Variazioni brillanti e concertanti sull'aria “God Save the King”

Servais e Henri Vieuxtemps
 (violoncello e violino)
- Grand Duo sur des motifs de l'Opéra Les Huguenots de G. Meyerbeer

Servais e Hubert Léonard
(violoncello e violino)
- Grand Duo de Concert sur deux airs nationaux anglais
- 2me Grand duo de Concert sur des thèmes de Beethoven
- 3me Duo de Concert
- 4e Duo de Concert sur des motifs de l'opéra L'Africaine de Meyerbeer

Servais e Jacques Gregoir
 (violoncello e pianoforte)
1. Duo brillant sur un Thème de Donizetti
2. Duo brillant sur des motifs de l’opéra Fra Diavolo
3. Duo brillant sur des motifs de l’opéra Le Prophète
4. Duo brillant sur des motifs de l’opéra Norma
5. Duo brillant sur des motifs de l’opéra Le Juif errant
6. Duo brillant sur des motifs de l’opéra L’Etoile du Nord
7. Duo brillant sur des motifs de l’opéra Martha
8. Grand Duo brillant sur des motifs de l’opéra Il Trovatore
9. Grand Duo sur des motifs de l’opéra Le Pardon de Ploërmel
10. Duo brillant sur des motifs de l’opéra Tannhaüser
11. Duo brillant sur des motifs de l’opéra Der Freischütz (Robin des bois)
12. Duo brillant sur des motifs de l’opéra Obéron
13. Grand Duo brillant sur des motifs de l’opéra Lohengrin
14. Duo brillant sur des motifs de l’opéra Don Juan
15. Duo brillant sur des motifs de l’opéra Euryanthe
16. Duo sur des motifs de l’opéra L’Africaine
17. Duo sur des airs espagnols
18. Duo brillant sur des motifs de l’opéra Preciosa
19. Duo sur des motifs de l’opéra Les Huguenots
20. Duo sur des motifs de l’opéra Les Puritains
21. Duo sur des motifs de l’opéra La Traviata
22. Duo sur des motifs de l’opéra Luisa Miller
23. Duo sur des motifs de l’opéra Rienzi
24. Duo sur des motifs de l’opéra Der fliegende Holländer (Le vaisseau fantôme)
25. Duo sur des motifs de l’opéra Aïda [Gregoir e Joseph Servais?]
26. Thèmes bohémiens
27. Thèmes russes
28. Duo sur des motifs de l’opéra La Somnambule
29. Duo sur des motifs de l’opéra Faust de Gounod [Gregoir e Joseph Servais]

- La Muette de Portici, opéra d’Auber / Muette (Masaniello). Duo
- Grand duo pour piano et violoncelle sur des motifs de l'opera Casilda
- Un Ballo in Maschera. Opera de Verdi. Duo pour Piano et Violoncelle

Trascrizioni da altri compositori
- Elégie en ut pour l'Alto, J. F. Mazas, op. 73
- La Romanesca, fameux air de danse de la fin du XVIme siècle
- Le Lac de Côme. Barcarolle composée par Mr. G. Alari
- Souvenirs élégiaques de A. Bessems
- Regrets, Pensée musicale à la mémoire de la Reine des Belges, par J. Grégoir
- La Veillée, Pastorale de B. Damcke
- Etudes de Rhythme par L. J. Meerts. Transcrites pour deux Violoncelles
- 6 Morceaux caractéristiques composés par H. Ferd. Kufferath, Op. 30
- 2 Mazurkas de Chopin [Mazurka in F sharp Minor Op. 6 No 1 en Mazurka in F Minor Op. 7 No 3]
- Nocturne de F. Chopin [Nocturne in E flat Major Op. 9 No 2]

Composizioni non pubblicate
- Fantaisie intitulée concertino
- Fantaisie La Romantique
- Souvenir d'Anvers
- Fantasia sur la folle
- Fantaisie élégante
- Fantaisie et Variations n° 18
- Fantaisie Caprice pour 2 Violoncelles
- Fantaisie pour violoncelle
- Maître Corbeau
- Fantaisie sur l'hymne national/Fantaisie belge pour violoncelle
- Air varié pour contrebasse
- Deux célèbres mélodies de Glinka
- Grand Duo de Guillaume Tell (Servais e Jules Godefroid)
- Duo sur Lucie de Lammermoor (Servais e Félix Godefroid)

Composizioni di incerta attribuzione
- Le Chant des Alpes
- Grande Fantaisie, Souvenir de Naples
- Fantaisie slave
- Caprice ‘Hommage à Rossini’
- Souvenir de Haydn
- Cinquième Concerto
- Souvenir de Kiev
- Variations on the Russian Anthem theme
- Souvenirs du Mont-d'Or
- Larghetto - W. A. Mozart (arranged by Servais per cello, organ-harmonium and piano)
- Melodie per voice and cello (Servais e Willem Pasques de Chavonnes Vrugt)
- Grand Duo de piano et violoncelle (with Jules Déjazet)